# Federazione cestistica del Portogallo
La Federação Portuguesa de Basquetebol (acronimo FPB) è l'ente che controlla e organizza la pallacanestro in Portogallo.
La federazione controlla inoltre la nazionale di pallacanestro del Portogallo. Ha sede a Lisbona e l'attuale presidente è Mario Saldanha.
È affiliata alla FIBA dal 1932 e organizza il campionato di pallacanestro portoghese.